# Charlotte Chappuis
Charlotte Chappuis, née le 5 fructidor an III (le 22 août 1795) à Arnay-le-Duc (département de la Côte-d'Or), morte le 14 avril 1880 à Champagnole (département du Jura), est une fille naturelle de l'empereur Napoléon Ier, et qui fut maîtresse de forges à Champagnole de 1836 à sa mort.

## Biographie

### Naissance et éducation
Charlotte naît en 1795, dans la commune d'Arnay-le-Duc. Sa mère, Antoinette Cattin, est une fille de joie qui en 1794, passe une nuit à Auxonne avec un jeune général : Napoléon Bonaparte. Peu après, la jeune prostituée, originaire de Bourgogne, tombe enceinte. Après la naissance de sa fille, elle épouse un moine défroqué, Georges Chappuis, qui accepte de donner son nom à Charlotte, ainsi qu'à tous les autres enfants d'Antoinette (14 au total).
Antoinette confie l’éducation de sa fille à son frère, qui habite dans le Jura. Après une enfance relativement heureuse, Charlotte est envoyée dans un pensionnat à Paris pour y parfaire son éducation. Elle en sort en 1807, à l'âge de 17 ans, et se rend aussitôt au chevet de sa mère qui lui révèle l'identité de son présumé père biologique.

### La fille de Napoléon
Après avoir appris l'identité de son père, elle tente de prouver à tous qu'elle est bien la fille de Napoléon. Elle enchaîne les relations avec des officiers et se rapproche du milieu bonapartiste. En 1815, elle emménage à Salins et ouvre une pension pour jeunes filles, où elle reçoit la visite de plusieurs admirateurs. Au même moment, l'Empire s'effondre après la fin des Cent-Jours et l'exil de Napoléon sur l'île de Sainte-Hélène. Les partisans de l'empereur sont alors activement recherchés par la police du roi Louis XVIII.
Alors qu’elle tente de rentrer en contact avec l’épouse de Napoléon, l'ex-impératrice Marie-Louise, la police l'arrête et elle est enfermée à la prison de Baume-les-Dames dans le Doubs. Dans sa cellule, elle reçoit des lettres et également des visites de partisans bonapartistes. Le gouvernement s’inquiète de sa popularité, et charge la police secrète de l'envoyer dans la prison de Bellevaux. Elle change une troisième fois de lieu de détention et se retrouve ensuite au dépôt de mendicité de Dôle, dans le Jura.

### Mariage et descendance

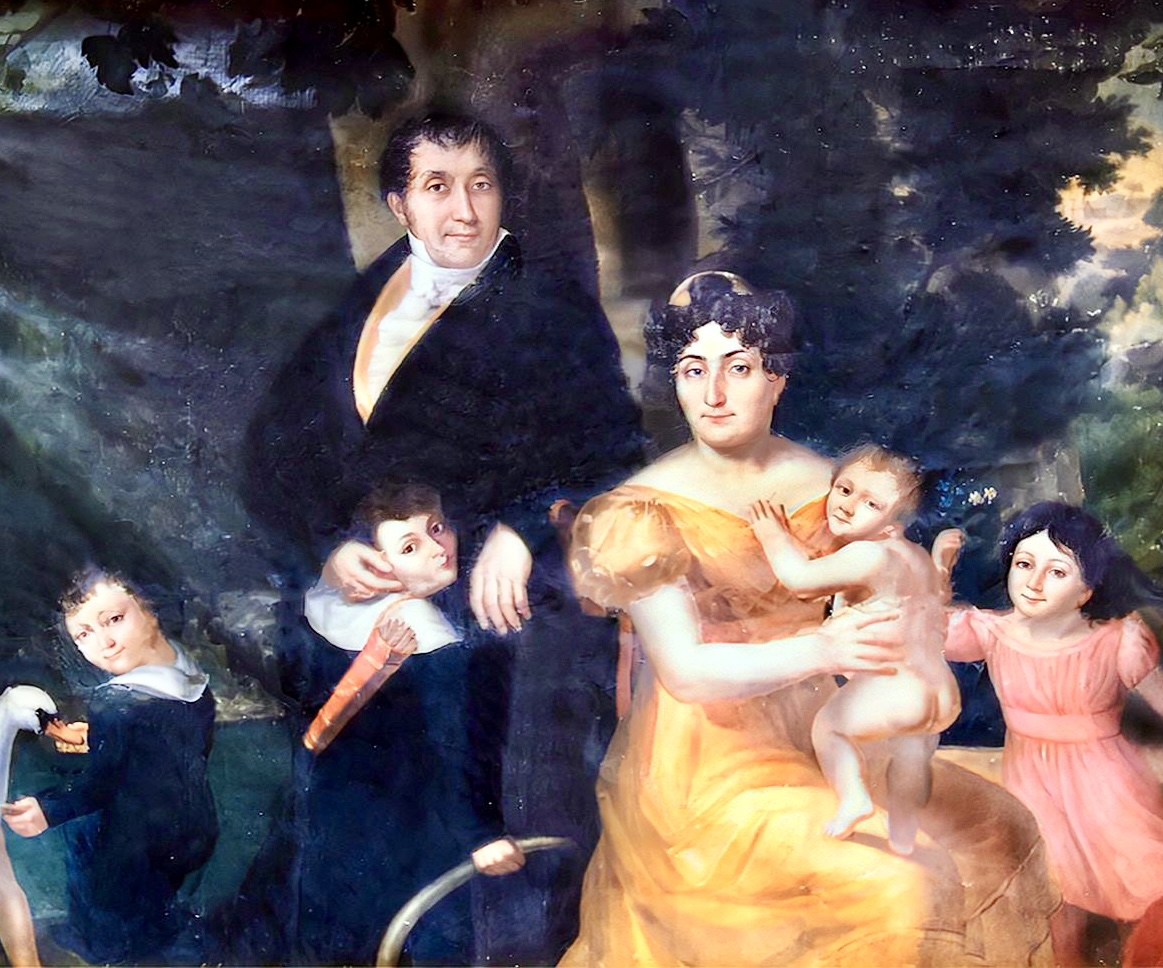
Portrait de la famille de Charlotte, avec son époux et ses enfants.

La police la libère à la condition qu'elle contracte un mariage avec un citoyen ordinaire, et non un bonapartiste. Elle est ainsi fiancée à l'un de ses cousins et sort donc de prison en mars 1817. Mais très vite, elle quitte son fiancé et épouse un maître de Forges, de vingt ans son aîné, Jacob Muller, le 1er juillet 1817, et s'installe avec lui à Champagnole.
Ensemble, ils ont cinq enfants :
- Antoine Muller, né le 29 avril 1821, maître de forges, marié avec Jeanne-Marguerite Pinon en 1841 (sans postérité) ;
- Paul-Antoine Muller, né le 25 août 1822, et marié en 1845 avec Adrienne Félicité Delort (sans postérité) ;
- Marie-Louise Muller, née le 2 août 1823 et morte le 5 juillet 1892, mariée avec Joseph-Gustave Morel en 1841 (postérité) ;
- Adrien Muller, né le 24 août 1824 et mort le 25 septembre 1900, fut maire de Champagnole entre 1855 et 1900 (postérité) ;
- Étienne Muller, maître de forges (sans postérité).

### Derniers moments

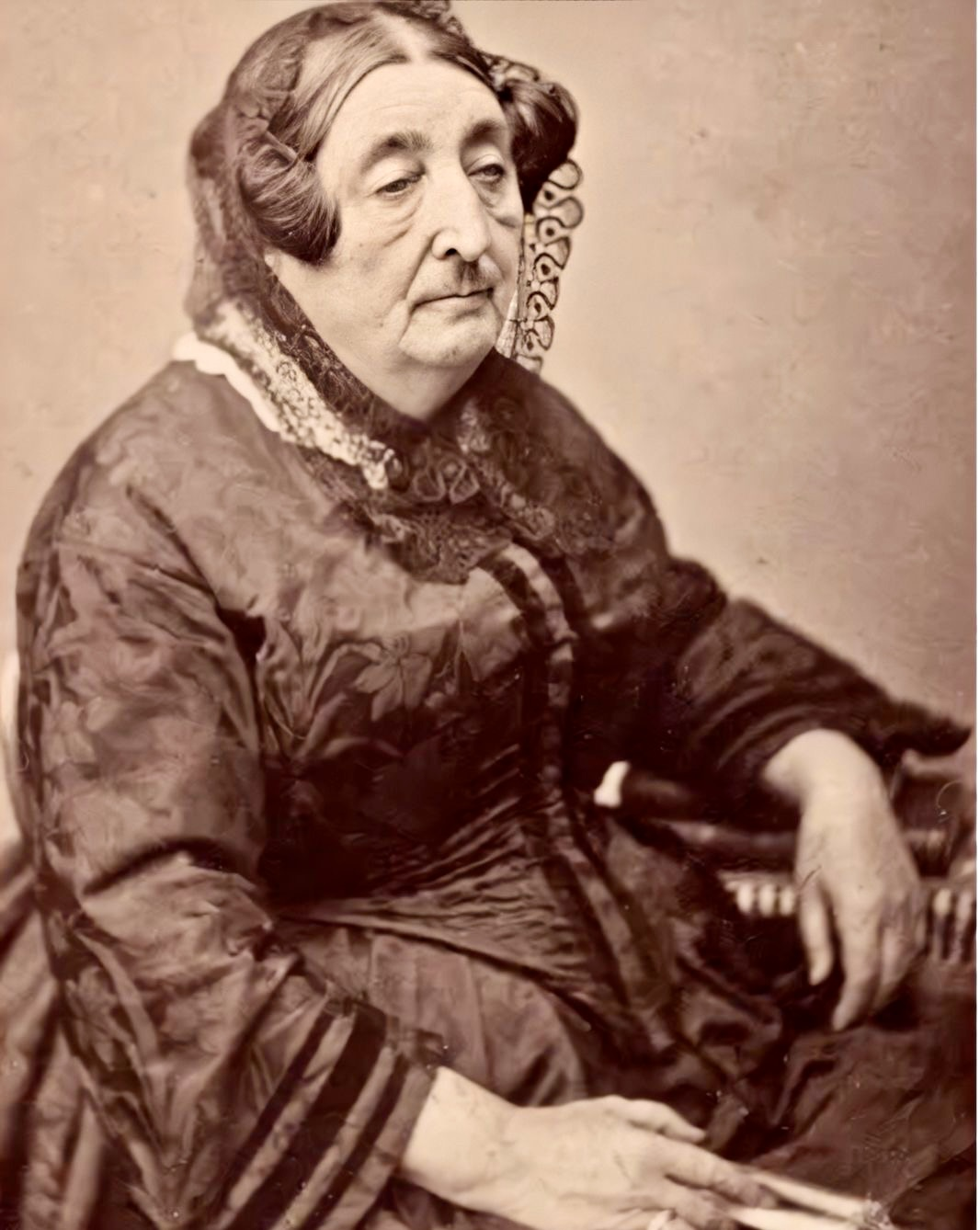
Photographie de Charlotte, à la fin de sa vie.

Jacob Muller meurt le 19 novembre 1836, à l'âge de 63 ans, faisant de sa veuve la nouvelle maîtresse de Forges. Fortunée, Charlotte est l’une des rares femmes à diriger un établissement industriel.
Lorsque le cousin de Charlotte, Louis-Napoléon Bonaparte, neveu de Napoléon, se présente à l'élection présidentielle de 1848, on lui demande de soutenir sa candidature. Elle le fait avec plaisir et aide à financer sa campagne. Le 10 décembre 1848, il est élu président de la République puis devient empereur sous le nom de Napoléon III, à la suite du Coup d'État du 2 décembre 1851. Pour remercier Charlotte, le nouvel empereur nomme son fils, Adrien Muller, maire de Champagnole. Ce dernier exercera cette fonction à différentes reprises, d'abord de 1855 à 1870, puis de 1871 à 1878, et enfin de 1884 à sa mort en 1900.
Charlotte Chappuis meurt en 1880 à Champagnole, où elle est inhumée dans un cercueil semé d'abeilles impériales.